# Стонотениски гренд слем
Стонотениски гренд слем, (енг. Table tennis grand slam), је назив којим се означава освајање: светског првенства, (енг. World Table Tennis Championships), светског купа, (енг. Table Tennis World Cup) и Олимпијских игара, (енг. The Olympic Games), од стране једног стонотенисера у појединачној категорији. Стонотениски гренд слем до сада је освојило 10 стонотенисера, 5 предсатвника у мушкој категорији и 5 представница у женској категорији (новембар 2021).

## Историјат
Пре 1980. године, међународна стонотениска федерација, (ITTF енг. International Table Tennis Federation), одржавала је само један међународни турнир у стоном тенису, светско првенство, тако да се дефиниција стонотениског гренд слема до 1980. године односила само на спортисту који је освојио златну медаљу на светском првенству у појединачној категорији, екипној категорији, категорији парова и мешовитих парова. Од 1926. до 1980. године, постојала је само једна победница гренд слема - Лин Хуикинг, бивша кинеска стонотенисерка. Од 1965. до 1971. године освојила је осам медаља у појединачној, дубл и тимској дисциплини на Светском првенству у стоном тенису.
Пошто се светски куп у женском појединачном такмичењу установљено тек 1996. године, дефиниција гренд слема остала је иста након 1980. године. Током овог периода, Цао Јанхуа била је једина играчица која је освојила гренд слем. У то време Цао Јанхуа и Лин Хуикинг биле су једине освајачице стонотениског гренд слема.
Од 1988. до данас дефиниција гренд слема у стоном тенису је следећа: спортиста постаје гренд слем победник након освајања светског првенства у стоном тенису, Олимпијских игара и Светског купа три најпрестижнија стонотениска такмичења.
Током овог периода, међународна стонотениска федерација је прогласила 5 гренд слем играча и 5 гренд слем играчица.

## Гренд слем освајачи у мушкој категорији
| Име и Презиме   | Држава  | Светско првенство (година освајања) | Светски куп (година освајања) | Олимпијске игре (година освајања) |
| Јан Уве Валднер | Шведска | 1989. ; 1997.                       | 1990.                         | 1992.                             |
| Лиу Гулијанг    | Кина    | 1999.                               | 1996.                         | 1996.                             |
| Конг Лингхуи    | Кина    | 1995.                               | 1995.                         | 2000.                             |
| Џанг Ђике       | Кина    | 2011. ; 2013.                       | 2011. ; 2014.                 | 2012.                             |
| Ma Лонг         | Кина    | 2015. ; 2017. ; 2019.               | 2012. ; 2015.                 | 2016. ; 2020.                     |
| --------------- | ------- | ----------------------------------- | ----------------------------- | --------------------------------- |

## Гренд слем освајачи у женској категорији
| Име и презиме | Држава | Светско првенство (година освајања) | Светски куп (година освајања) | Олимпијске игре (година освајања) |
| Денг Јапинг   | Кина   | 1991. ; 1995. ; 1997.               | 1996.                         | 1992. ; 1996.                     |
| Ванг Нан      | Кина   | 1999. ; 2001 ; 2003.                | 1997. ; 1998. ; 2003 ; 2007.  | 2000.                             |
| Џанг Јининг   | Кина   | 2005. ; 2009.                       | 2001. ; 2002. ; 2004. ; 2005. | 2004. ; 2008.                     |
| Ли Шиаошја    | Кина   | 2013.                               | 2011. ; 2014.                 | 2012.                             |
| Динг Нинг     | Кина   | 2011. ; 2015. ; 2017.               | 2011. ; 2014.                 | 2016.                             |
| ------------- | ------ | ----------------------------------- | ----------------------------- | --------------------------------- |